# 민주좌파연합
민주좌파연합(民主左派聯合, 폴란드어: Sojusz Lewicy Demokratycznej 소유스 레비치 데모크라디츠네지[*])는 폴란드의 사회민주주의 계열 정당이다. 약칭은 SLD.
냉전 시대 폴란드의 수권 정당이던 폴란드 연합노동자당의 후신인 폴란드 공화국 사회민주당이 주축으로 이루어진 폴란드 좌파 세력의 선거 연합으로 1991년 7월 9일에 최초 발족했다. 1997년에 우경화된 헌법 개정으로 인하여 선거 참여가 어려워진 폴란드 공화국 사회민주당은 해산 절차를 밟아 정당인 민주좌파연합으로 재성립한다. 정당 등록은 1999년 4월 26일에 이루어졌다. 이 때부터 보다 본격적으로 폴란드 좌파의 공산주의 성격은 흐려지고 사회민주주의 성향이 강화된다.
주로 북유럽형의 사회민주주의를 지향한다. 보통 선거에 의한 복수 정당제, 민주주의의 틀 안에서 시민 사회와 경제가 지속적으로 평등화하는 흐름을 지향한다. 외교적으로는 미국 및 북대서양 조약기구(NATO)와의 관계를 가장 중요시하면서 유럽 연합(EU)과 구 소련 계열 국가들과의 협력 외교를 지향한다.
2019년 레비차 라젬, 봄당과 함께 좌파라는 정당연합을 결성, 12.6%의 득표율로 전체 의석 49석 중 23석을 얻어 원내 입성에 성공하였으나 2020년 1월 27일 해산과 함께 봄당과의 합당을 위한 당명 변경을 요청하기로 했으나 2021년 3월이 되어서야 최종 승인이 완료되었다.

## 역대 선거결과

### 폴란드 하원
| 선거 | 득표수                                                      | %          | 의석      | +/– | 집권 여부 |
| ---- | ----------------------------------------------------------- | ---------- | --------- | --- | --------- |
| 1991 | 1,344,820                                                   | 11.99 (#2) | 60 / 460  | 113 | 야당      |
| 1993 | 2,815,169                                                   | 20.41 (#1) | 171 / 460 | 111 | 여당      |
| 1997 | 3,551,224                                                   | 27.13 (#2) | 164 / 460 | 6   | 야당      |
| 2001 | 5,342,519                                                   | 41.04 (#1) | 196 / 460 | 32  | 여당      |
| 2001 | SLD-UP 연합의 일원으로 선거에 참가하여 216석을 얻었다.      |            |           |     |           |
| 2005 | 1,335,257                                                   | 11.31 (#4) | 55 / 460  | 145 | 야당      |
| 2007 | 2,122,981                                                   | 13.15 (#3) | 40 / 460  | 15  | 야당      |
| 2007 | 좌파와 민주의 일원으로 선거에 참가하여 53석을 얻었다.       |            |           |     |           |
| 2011 | 1,184,303                                                   | 8.24 (#5)  | 27 / 460  | 13  | 야당      |
| 2015 | 1,147,102                                                   | 7.55 (#5)  | 0 / 460   | 27  | 원외 정당 |
| 2015 | 통합좌파의 일원으로 선거에 참가하였지만 의석을 얻지 못했다. |            |           |     |           |
| 2019 | 2,319,946                                                   | 12.56 (#3) | 24 / 460  | 24  | 야당      |
| 2019 | 좌파의 일원으로 선거에 참가하여 49석을 얻었다.              |            |           |     |           |

### 폴란드 상원
| 선거 | 득표수                                                         | %          | 의석     | +/– | 집권 여부 |
| ---- | -------------------------------------------------------------- | ---------- | -------- | --- | --------- |
| 1991 | 2,431,178                                                      | 10.61 (#2) | 4 / 100  | 4   | 야당      |
| 1993 | 4,993,061                                                      | 18.31 (#1) | 37 / 100 | 33  | 여당      |
| 1997 | 6,091,721                                                      | 23.48 (#2) | 28 / 100 | 9   | 야당      |
| 2001 | 10,476,677                                                     | 38.74 (#1) | 70 / 100 | 42  | 여당      |
| 2001 | SLD-UP 연합의 일원으로 선거에 참가하여 75석을 얻었다.          |            |          |     |           |
| 2005 | 3,114,118                                                      | 12.90 (#3) | 0 / 100  | 70  | 야당      |
| 2007 | 4,751,281                                                      | 14.60 (#3) | 0 / 100  | 0   | 야당      |
| 2007 | 좌파와 민주의 일원으로 선거에 참가하였지만 의석을 얻지 못했다. |            |          |     |           |
| 2011 | 1,355,151                                                      | 9.33 (#5)  | 0 / 100  | 0   | 야당      |
| 2015 | 595,206                                                        | 3.97 (#5)  | 0 / 100  | 0   | 원외 정당 |
| 2015 | 통합좌파의 일원으로 선거에 참가하였지만 의석을 얻지 못했다.    |            |          |     |           |
| 2019 | 415,745                                                        | 2.28 (#3)  | 0 / 100  | 0   | 야당      |
| 2019 | 좌파의 일원으로 선거에 참가하여 2석을 얻었다.                  |            |          |     |           |

### 유럽 의회
| 선거        | 합계    | 득표율    | 의석   | +/– |
| ----------- | ------- | --------- | ------ | --- |
| 2004년 총선 | 569,311 | 9.4 (#5)  | 5 / 54 |     |
| 2009년 총선 | 908,765 | 12.3 (#3) | 7 / 50 | 2   |
| 2014년 총선 | 667,319 | 9.4 (#3)  | 5 / 51 | 2   |

### 대선
| 선거 | 후보                             | 1차       | 1차        | 2차       | 2차        |
| 선거 | 후보                             | 합계      | 득표율     | 합계      | 득표율     |
| ---- | -------------------------------- | --------- | ---------- | --------- | ---------- |
| 1990 | 브워지미에시 치모셰비치 지지     | 1,514,025 | 9.21 (#4)  |           |            |
| 1995 | 알렉산데르 크바시니에프스키      | 6,275,670 | 35.11 (#1) | 9,704,439 | 51.72 (#1) |
| 2000 | 알렉산데르 크바시니에프스키 지지 | 9,485,224 | 53.90 (#1) |           |            |
| 2005 | 브워지미에시 치모셰비치 지지     | 1,544,642 | 10.33 (#4) |           |            |
| 2010 | 그제고시 나피에랄스키            | 2,299,870 | 13.68 (#3) |           |            |
| 2015 | 마그달레나 오구레크 지지         | 353,883   | 2.38 (#5)  |           |            |
| 2020 | 로베르트 비에드론 지지           | 432,129   | 2.22 (#6)  |           |            |

### 지방의회
| 1998                          | 30.2 (#2) | 329 / 855 |     |
| 2002                          | 24.7 (#1) | 189 / 561 |     |
| 2006                          | 14.3 (#3) | 189 / 561 | 123 |
| 민주좌파당과 연합해 득표했다. |           |           |     |
| 2010                          | 15.2 (#4) | 85 / 561  | 19  |
| 2014                          | 8.8 (#4)  | 28 / 555  | 57  |
| 2018                          | 6.7 (#4)  | 11 / 555  | 17  |